# Ética médica en la cultura judía
La ética médica judía es un acercamiento moderno, escolar y clínico a la ética médica que se basa en el pensamiento judío. Iniciado por el rabino Immanuel Jakobovits en la década de los 50, la ética médica judía se centra principalmente en la ética aplicada basada en la tradición ley judía (halajá). Además, los eruditos han comenzado a examinar cuestiones teóricas y metodológicas, mientras que el campo mismo se ha ampliado para abarcar la bioética y los enfoques no-halájicos.

## Cuestiones clave
En sus comienzos, la ética médica judía trataba una serie de problemáticas éticas y morales, así como de cuestionar las éticas profesionales de los médicos. Los principales problemas han sido el aborto, inseminación artificial, muerte cerebral, cirugía cosmética, eutanasia, mapas genéticos, procedimientos quirúrgicos invasivos, succión oral durante la circunsición (Durante el Brit Milá, metzitzah b'peh), donación de órganos, cuidado psiquiátrico, y fumar cigarrillos. En años recientes, la bioética judía ha examinado cuestiones de la tecnología médica, la asignación de recursos médicos y la filosofía de las morales judías.

## Historia
En los Wissenschaft des Judentums ("Estudios judíos" en alemán) del siglo XIX, estudiosos como Julius Preuss estudiaron los acercamientos médicos talmúdicos. El rabino Immanuel Jakobovits fue una figura destacada durante el siglo XX en la ética médica judía y fue pionero en la bioética religiosa. Su especialidad era la relación entre la ética médica y la halajá. Gracias a sus estudios académicos en Irlanda, el rabino Jakobovits publicó su volumen integral, Ética Médica Judía, a la luz de las ética o moral médica cristiana, con la cual hace muchas comparaciones. Ya sea en apoyo o en contradicción, los judíos expertos en bioética (posteriores) se han basado en su trabajo sobre el aborto, la eutanasia, la historia de la ética médica judía, los cuidados paliativos, el tratamiento que se le proporciona a los enfermos y los deberes profesionales de los médicos. Asimismo, se acredita con la popularización de la afirmación de que el judaísmo apoya la santidad absoluta de la vida.
En sus comienzos, la ética médica judía era básicamente una ética y/o moral aplicada. Pioneros en la materia incluyeron a judíos ortodoxos como rabinos y pensadores como J. David Bleich, Fred Rosner, Abraham Steinberg, Saul J. Berman, Moshe David Tendler, así como autoridades rabínicas más importantes como Shlomo Zalman Auerbach, Moshe Feinstein y Eliezer Waldenberg.
Fishel Szlajen, rabino ortodoxo y doctor en filosofía con posdoctorado en bioética, es una de las actuales más prominentes autoridades en bioética judía, produciendo el más importante acervo bibliográfico bioético en español y con gran influencia académica, política y legislativa en Argentina y Latinoamérica. Es el primer rabino en haber sido nombrado miembro titular de la Pontificia Academia para la Vida en el Vaticano (2017), por el Papa Francisco, recibiendo también la Mención de Honor Domingo F. Sarmiento, máxima distinción otorgada por el Senado Nacional Argentino (2018), por su contribución en el campo de la bioética. En el 2019, el Rabino Dr. Fishel Szlajen ha sido declarado por la Legislatura de Buenos Aires, Personalidad Destacada de la Ciudad Autónoma de Buenos Aires en el Ámbito de la Cultura (2019), por su producción, gestión y desarrollo en los aportes del judaísmo hacia la sociedad general en el área de la bioética. En el 2020 el Ministerio de Asuntos para la Diáspora, perteneciente al Estado de Israel, le otorgó un especial reconocimiento por su contribución y desarrollo de un Marco Bioético de las Religiones Monoteístas en Ocasión del Covid-19, reglando éticamente la prioridad en la atención médica y asignación de recursos vitales. Dicho protocolo fue evaluado por la Legislatura de la Ciudad de Buenos Aires, dictaminándole su beneplácito.
Solomon Freehof fue pionero en el movimiento reformista y luego se involucró Walter Jacob y Moshe Zemer. Entre otros expertos judíos en ética médica que participaron en el Movimiento Conservador Reformista estaban los rabinos Elliot Dorff, David Feldman, Aaron Mackler, Joel Roth y Avram. Una figura más contemporánea es el rabino Leonard Sharzer. Sin embargo, en el ámbito de la bioética, las figuras más destacadas incluyen a pensadores como Daniel Sinclair y Noam Zohar. 
El Dr. Mark J. Poznansky, miembro de la Orden de Canadá, ha sido portavoz destacado en temas de experimentación humana y animal.
La ética médica y bioética judía han crecido institucionalmente en Estados Unidos e Israel. Se han publicado varios journals, artículos, e incluso una enciclopedia dedicados a la ética médica. En Israel existe un Instituto para la Aplicación y Práctica de la Ética Médica Judía y a la vez hay varios hospitales que han adoptado esta ética. Ha habido muchas conferencias, talleres educativos y lecturas sobre el tema, entre éstas se encuentra la “Conferencia Internacional en Éticas Médicas Judías”. Organizaciones como el Rohr Jewish Learning Institute da clases de ética médica judía a estudiantes y profesores.